# Myndus lusingensis
Myndus lusingensis är en insektsart som beskrevs av Synave 1953. Myndus lusingensis ingår i släktet Myndus och familjen kilstritar. Inga underarter finns listade i Catalogue of Life.